# Њу Сити (Њујорк)
Њу Сити (енгл. New City) насељено је место без административног статуса у америчкој савезној држави Њујорк.

## Демографија
По попису из 2010. године број становника је 33.559, што је 479 (-1,4%) становника мање него 2000. године.
| Група             | 2000.          | 2010.          |
| Белци             | 27.786 (81,6%) | 24.455 (72,9%) |
| Афроамериканци    | 1.591 (4,7%)   | 2.155 (6,4%)   |
| Азијати           | 2.378 (7,0%)   | 3.460 (10,3%)  |
| Хиспаноамериканци | 1.999 (5,9%)   | 3.014 (9,0%)   |
| Укупно            | 34.038         | 33.559         |